# Pimeliinae
Sous-famille
Les Pimeliinae sont une sous-famille d’insectes coléoptères de la famille des Tenebrionidae, et elle est divisée en tribus.

## Systématique
La sous-famille a été décrite par l'entomologiste français Pierre-André Latreille en 1802, sous le nom de Pimeliinae.

### Synonymes
- Pimeliariae (Latreille, 1802)
- Tentyriinae (Eschscholtz, 1831)

### Liste des tribus
Adelostomini - Adesmiini - Akidini - Anepsiini - Apolitini - Asidini - Auchmobiini - Batuliini - Belopini - Branchini - Ceratanisini - Cnemeplatiini - Cnemodini - Coniontini - Craniotini - Cryptochilini - Cryptoglossini - Dacoderini - Edrotini - Elenophorini - Epitragini - Erodiini - Eurychorini - Eurymetopin - Evanisomini - Idisiini - Falsomycterini - Lachnogyini - Leptodini - Leucolaephini - Melanimonini - Molurini - Nycteliini - Nyctoporini - Phrynocarenini - Physogastrini - Pimeliini - Platyopini - Praociini - Scotobiini - Sepidiini - Stenosini - Tentyriini - Thinobatini - Trientomini - Trimytini - Triorophini - Vacronini - Vansoniini - Zophosini

### Taxinomie: Quelques tribus et genres
- Tribu des Pimeliini :
  - Genre Pimelia
  - Autres genres
- Tribu des Elenophorini :
  - Genre Elenophorus
    - Espèce Elenophorus collaris
- Autres tribus